# Bembidion rothfelsi
Bembidion rothfelsi es una especie de escarabajo del género Bembidion,  familia Carabidae. Fue descrita científicamente por Maddison en 2008.
Se distribuye por América del Norte, en los Estados Unidos.